# Powodzie w Afryce Środkowej i Wschodniej (2019–2020)
Powodzie w Afryce Środkowej i Wschodniej (2019–2020) – seria powodzi, które nawiedziły Republikę Kongo, Demokratyczną Republikę Konga, Republikę Środkowoafrykańską, Tanzanię, Ugandę, Kenię, Somalię, Sudan Południowy i Nigerię w okresie od września 2019 do kwietnia 2020. Była największą klęską naturalną w Kongo od ponad 20 lat i od 25 lat w DRK. Zginęło co najmniej 280 osób.
Wywołana przez długotrwałe, trwające od końca września 2019 do marca 2020, ulewne opady deszczu w strefie równika, nad większą częścią terytorium Konga i DRK, oraz innych krajach Afryki środkowej i wschodniej. Spowodowały one wystąpienie z brzegów rzek Kongo, Ubangi, i wielu innych. W marcu 2020 Kongo miało stan o 5-7 metrów wyższy niż normalnie. Obie rzeki są naturalną granicą między Kongiem a DRK.
Klimatolodzy wiążą te deszcze ze zjawiskiem dipola Oceanu Indyjskiego, który powoduje, że ocean u wschodnich brzegów Afryki jest cieplejszy niż zazwyczaj. Cieplejsze powietrze kumuluje więcej pary wodnej, która w postaci deszczu. Według Australijskiego Biura Meteorologicznego w sezonie 2019/2020 dipol miał największą intensywność od 60 lat. To samo zjawisko, które spowodowało, że powietrze po drugiej stronie Oceanu Indyjskiego było suchsze niż zazwyczaj, jest najpewniej przyczyną suszy i rozległych pożarów w Australii w tym samym okresie.
Kataklizm spowodował wzrost cen żywności w całym regionie. Zakłócone zostały też zbiory: w Kenii zbiory kukurydzy w 2020 były niższe o ok. 1/4 niż w roku poprzednim.

## Kongo
Katastrofa dotknęła co najmniej 213 tys. mieszkańców z 4 departamentów (Plateaux, Cuvette, Sangha i Likouala), w tym ok. 30 000 uchodźców z Republiki Środkowoafrykańskiej i Demokratycznej Republiki Konga, i zalała ponad 6000 hektarów terenów rolnych (70% strat) i pastwisk. Łącznie, powodzie dotknęły 8 z 12 prowincji kraju.
Powódź rozprzestrzeniała się przez kilka miesięcy, wraz z kolejnymi falami ulewnych deszczów. Na 4 listopada 2019 szacowano, że powódź dotknęła ponad 17 tys. ludzi a zniszczonych było ponad 3900 domów. 19 listopada rząd ogłosił stan klęski żywiołowej w departamentach Likouala, Cuvette i Plateaux. Liczbę poszkodowanych szacowano wtedy już na ponad 112 tysięcy (ok. 60 tys. w Likouala, 34 tys. w Cuvette, 16 tys. w Plateaux, 2 tys. w Shanga). Dwa miesiące później, w styczniu 2020, już 170 tysięcy. W tym samym miesiącu odnotowano pierwsze spadki poziomu wód.
7 stycznia ulewne deszcze nawiedziły stołeczne Brazzaville, niszcząc wiele elementów infrastruktury. Po ulicach pływano łodziami.

### Pomoc zagraniczna
Do połowy kwietnia 2020 Światowy Program Żywnościowy przekazał ponad 1000 ton żywności.
Powódź była pierwszą akcją pomocową dla regionalnego centrum przeciwdziałania głodowi i niedożywieniu CERFAM, otworzonego 25 marca 2019 w Wybrzeżu Kości Słoniowej. CEFARM, Benin i Wybrzeże Kości Słoniowej przysłały do Konga swoich ekspertów ds. żywienia i produkcji żywności.
Pomocy finansowej udzieliły:
- CERF (ONZ): 7 mln USD
- Chiny: 3 mln USD, poprzez WFP
- USAID: 1,6 mln USD, poprzez WFP i UNICEF
- UNFPA: 0,156 mln USD
- ECHO: 0,3 mln EUR
- Kanada: 0,25 mln CAD
- WHO: 0,05 mln USD

## Demokratyczna Republika Konga
W DRK opady wystąpiły szczególnie w rejonie Kinszasy, miast Zongo i Libenge. Rzeki wylały w wielu prowincjach kraju: Ubangi Południowe, Ubangi Północne, Mongala, Maniema, Dolne Uele, Górne Uele, i Tshopo. Do 28 listopada 2019 w Kinszasie i okolicach zginęło 41 osób. Tylko w gminie Selembao doniesiono o 30 zawalonych budynkach, w których zginęło 6 osób.
Katastrofą w DRK zostało dotkniętych ponad 923 000 osób w 12 prowincjach (według szacunków rządowych; połowa grudnia 2019), w tym około 400 000 musiało się ewakuować.
W marcu 2020, po kolejnych ulewnych deszczach między 14 a 18 marca, powódź rozprzestrzeniła się na terytorium Bukama w prowincji Górne Lomami, niszcząc tysiące domów i pól uprawnych. Kataklizmem dotkniętych zostało ponad 73 000 mieszkańców prowincji, w tym 30 000 osób straciło dach nad głową. Te same deszcze przyniosły drugi epizod powodzi w prowincji Maniema. Dotkniętych było ponad 4000 ludzi. Żywioł zniszczył 65 ujęć wody.
16-17 kwietnia ulewne deszcze wystąpiły nad prowincją Kiwu Południowe, w mieście Uvira i okolicach. Według doniesień misji stabilizacyjnej ONZ MONUSCO, zginęło tam 36 osób a ponad 40 zostało rannych. Około 15 000 domów zostało zniszczonych, zostawiając ok. 78 tys. bez schronienia. Uszkodzonych lub zniszczonych zostało 7 mostów, wiele dróg i ujęć wody.

### Sytuacja w prowincjach
Według danych Biura ds. Koordynacji Pomocy Humanitarnej ONZ w połowie grudnia 2019 liczba poszkodowanych w poszczególnych prowincjach wynosiła:
- Ubangi Północne: 146 005
- Ubangi Południowe: 108 609
- Tshopo: 73 317
- Mongala: 70 308
- Dolne Uele: 66 908
- Maniema: 24 325 – szczególnie miasto Kindu, terytoria Kailo, Punia, Kasongo.
- Kinszasa: 18 840
- Górne Uele: 14 145
- Kasai: 8 700
- Połudiowe Kiwu: 1 884
- Kasai Środkowe: 628

W Ubangi Południowym uszkodzonych lub zniszczonych zostało 12 8000 domów, 12 szkół, 21 mostów, i 48 budynków użyteczności publicznej. W Zongo 1 osoba zginęła a 36 800 zostało bez dachy nad głową. Na koniec listopada liczbę poszkodowanych w prowincji szacowano na ponad 235 000. W sąsiednim Ubangi Północnym, na 180 000, i 10 ofiar śmiertelnych.
W prowincji Górne Uele dotkniętych zostało ponad 10 000 ludzi (październik 2019).
W okolicach miasta Isangi (prowincja Ituri) zalanych zostało 45 wiosek, zmuszając do ucieczki 18 000 osób. W grudniu osuwisko błotne w prowincji Ituri zalało kopalnię, zabijając 24 osoby.
W prowincji Tshopo zatopionych lub zniszczonych zostało co najmniej 64 szkoły. Zniszczony został most między Lemba a Ngaba. Zginęło co najmniej 15 osób.
W Boma, gdzie 26 grudnia 2019 z brzegów wystąpiła rzeka Kalamu (2 m ponad normalny stan), zginęło co najmniej 50 osób. Niektóre z ofiar znaleziono w sąsiedniej Angoli.

## Pozostałe kraje
W Nigerii powódź wystąpiła na przełomie października i listopada 2019, w stanie Borno, przy granicy z Kongiem, gdzie z brzegów wystąpiła rzeka Kaalia. Zginęły co najmniej 34 osoby, a ponad 101 tys. było poszkodowanych.
Powodziami została również dotknięta Republika Środkowoafrykańska, w tym stolica Bangi. W połowie listopada 2019 Norwegian Refugee Council donosiła o zniszczeniu ponad 10 000 domów i 60 000 osobach dotkniętych żywiołem. W Bangi wiele części miasta było dostępnych wyłącznie za pomocą łodzi.
W Somalii powódź nastąpiło wraz z wrześniowymi deszczami, podobnie jak w Kongo i DRK. Część z opadów spadła w górach Etiopii, ale spłynęła na terytorium Etiopii. Z brzegów wystąpiły rzeki Shabelle i Dżuba. Do 31 października ponad 270 000 osób musiało opuścić swoje domy, w tym 230 tys. mieszkańców dystryktu Belet Weyne. Zginęło co najmniej 11 osób. 4 listopada 2019 rzeka Shabelle w Bulo Burti osiągnęła swój rekordowy stan.
W Sudanie Południowym powodzie mogły dotknąć od 500 tysięcy do nawet 1 miliona osób. Najgorsza sytuacja była w Maban i Torit. Zniszczonych zostało co najmniej kilka tysięcy domów. Podobnie jak w przypadku Somalii, duża ilość opadów spłynęła z górskich terenów Etiopii.
W Tanzanii w rzekach utonęło 10 osób. W Kenii największe szkody żywioł wyrządził w regionie Pokot. w Tapach i Parua (Pokot Południowe) zginęło 12 osób. W Tamkal (Pokot Środkowe) zginęło 17 osób.
W Ugandzie powodzie wystąpiły 3 grudnia 2019, w dystryktach Bududa i Sironko. Dotknęły one ponad 80 000 osób. Co najmniej 7 osób zginęło.